# Vestfolding
Vestfolding fue un clan familiar de reyes de Noruega (Vestfoldkongane), conocido principalmente por los anales medievales y crónicas contemporáneas, y estaban relacionados con las embestidas y primeros saqueos vikingos en el imperio carolingio a lo largo del siglo IX. Su nombre tiene relación con el reino de Vestfold y Viken, donde sus habitantes dominaban Skien hasta el fiordo de Drammen, como se cita expresamente en la crónica anglosajona. También se les menciona como parte de las hordas noruegas que participaban en expediciones vikingas en las islas británicas. Algunas fuentes mitológicas los vinculan «a la raza de los Ynglings, hijos de Odín».